# FC Cincinnati
Der Football Club Cincinnati, kurz FC Cincinnati, ist ein Franchise der Profifußball-Liga Major League Soccer (MLS) aus Cincinnati im US-Bundesstaat Ohio.
Das 2015 gegründete Franchise spielte von 2016 bis 2018 drei Spielzeiten in der United Soccer League, der zweithöchsten Liga im nordamerikanischen Fußball. Zur Saison 2019 wechselte das Franchise in die Major League Soccer.

## Geschichte

### United Soccer League
Im Mai 2015 kamen erste Gerüchte auf, dass ein USL-Franchise in Cincinnati entstehen soll. Es wurde bekannt, dass eine Partnerschaft mit dem NFL-Franchise Cincinnati Bengals entstehen soll, damit ein neuer Fußballklub gegründet werden kann.
Der FC Cincinnati wurde am 12. August 2015 gegründet. Eigentümer ist eine Eigentümergemeinschaft um den CEO Carl H. Lindner III, Miteigentümer der American Financial Group. Am Gründungstag wurde auch der ehemalige US-Nationalspieler John Harkes als Trainer vorgestellt.
In der ersten Saison erreichte die Mannschaft gleich dreimal einen Ligarekord im Bereich der Besucherzahlen bei Heimspielen. Am 16. April 2016 sahen 20.497 Zuschauer das Spiel gegen den Louisville City FC. Am 14. Mai 2016 wurde dieser Rekord gebrochen und zwar verfolgten 23.375 Zuschauer das Spiel gegen Pittsburgh Riverhounds. Am 17. September 2016 wurde erneut ein Rekord erreicht, da 24.376 Zuschauer das Spiel gegen Orlando City B verfolgten.
Der FC Cincinnati erreichte nach der Regular Season 2016 den dritten Platz in der Eastern Conference und qualifizierte sich für die Play-offs. Dort unterlag man allerdings gegen Charleston Battery. Aufgrund der erfolgreichen ersten Saison erreichte die Mannschaft große mediale Aufmerksamkeit und kam ins Gespräch für ein Expansion in der Major League Soccer.
Zur Saison 2017 wurde der Südafrikaner Alan Koch neuer Trainer des USL-Franchises. Die Mannschaft konnte mit Siegen im Lamar Hunt U.S. Open Cup 2017 weiter auf sich aufmerksam machen, da man sich gegen gleich zwei Mannschaften aus der MLS durchsetzen konnte. Am Ende erreichte man das Halbfinale.

### Major League Soccer
| Saison | Eastern Conference | Gesamttabelle | Play-offs          |
| ------ | ------------------ | ------------- | ------------------ |
| 2019   | 12/12              | 24/24         | nicht qualifiziert |
| 2020   | 14/14              | 26/26         | nicht qualifiziert |
| 2021   | 14/14              | 27/27         | nicht qualifiziert |
| 2022   | 5/14               | 10/28         | nicht qualifiziert |
| 2023   | 1/15               | 1/29          | nicht qualifiziert |

Zur Saison 2019 wechselte das Franchise in die Major League Soccer. Im Zuge dessen wird das Franchise in ein neues Stadion umziehen, das 2021 fertiggestellt werden soll. Die erste Saison beendete man als schlechteste Mannschaft der Liga. Sowohl in der Eastern Conference als auch in der Gesamttabelle belegte der FC Cincinnati den letzten Platz.
Auch in der Saison 2020 war man mit dem letzten Platz in der Eastern Conference und der Gesamttabelle die schlechteste Mannschaft der MLS. In der Saison 2021 wurde der FC Cincinnati zum dritten Mal in Folge auf dem letzten Platz in der Eastern Conference und der Gesamttabelle zur schlechtesten Mannschaft.
In der Saison 2022 belegten in der Eastern Conference den 5. Platz. In den Playoffs gewannen sie in Runde 1 bei den New York Red Bulls mit 2:1. Im Conference Halbfinale verloren sie mit 0:1 beim späteren Vizemeister Philadelphia Union.
In der Saison 2023 gewannen sie erstmals die Eastern Conference. In den Playoffs verloren sie das Conference-Finale gegen den späteren Meister Columbus Crew mit 2:3 nach Verlängerung.

## Stadien
Von 2016 bis 2020 wurden im Nippert Stadium Heimspiele ausgetragen. Das 40.000 Zuschauer fassende Stadion ist Heimat der Football-Mannschaft der University of Cincinnati. Die Kapazität wurde für alle Spiele des FC Cincinnati reduziert.
Das neue TQL Stadium, westlich der Innenstadt und neben dem Stadtteil Over-the-Rhine gelegen, wurde am 1. Mai 2021 eröffnet. Am 16. Mai fand das erste Spiel der MLS-Saison 2021 gegen Inter Miami (2:3) statt. Das Stadion bietet 26.000 Sitzplätze.

## Organisation

### Eigentümer
Der Geschäftsmann Carl Lindner III, CEO der American Financial Group, ist Haupteigentümer des FC Cincinnati. Er hält zusammen mit Scott Farmer, Vorstandsmitglied des Unternehmens Cintas, die meisten Anteile an dem Franchise.

### Management
General Manager und Präsident des FC Cincinnati ist Jeff Berding. Berding war vorher zuständig für die Öffentlichkeitsarbeit und den Vertrieb bei den Cincinnati Bengals. Der ehemalige Fußballspieler Luke Sassano fungiert als Technischer Direktor.

## Bisherige Trainer
- John Harkes (2016–2017)
- Alan Koch (2017–2019)
- Yoann Damet (interim) (2019)
- Ron Jans (2019–2020)
- Yoann Damet (interim) (2020)
- Jaap Stam (2020–2021)
- Tyrone Marshall (interim) (2021)
- Pat Noonan (2021–)

## Erfolge
United Soccer League
- USL Regular Season
  - Sieger: 2018

Major League Soccer
- Sieger Eastern Conference |2023

## Saisonstatistik
| Jahr | Ligenstufe | Liga | Regular Season | Play-offs                           | U.S. Open Cup        | Zuschauerschnitt |
| ---- | ---------- | ---- | -------------- | ----------------------------------- | -------------------- | ---------------- |
| 2016 | 3          | USL  | 3.             | 1. Runde (Conference-Viertelfinale) | 3. Runde             | 17.296 (1.)      |
| 2017 | 2          | USL  | 6. (East)      | 1. Runde (Conference-Viertelfinale) | Halbfinale           | 21.199           |
| 2018 | 2          | USL  | 1. (East)      | Conference-Halbfinale               | 4. Runde             |                  |
| 2019 | 1          | MLS  | 12. (East)     | nicht qualifiziert                  | 5. Runde             |                  |
| 2020 | 1          | MLS  | 14. (East)     | nicht qualifiziert                  | nicht ausgetragen    |                  |
| 2021 | 1          | MLS  | 14. (East)     | nicht qualifiziert                  | nicht ausgetragen    |                  |
| 2022 | 1          | MLS  | 5. (East)      | Conference-Halbfinale               | Runde der letzten 32 |                  |
| 2023 | 1          | MLS  | 1. (East)      | Conference-Finale                   | Halbfinale           |                  |